# Guindulungan
Guindulungan est une localité de la province de Maguindanao, aux Philippines. En 2015, elle compte 19 911 habitants.